# Itoplectis himalayensis
Itoplectis himalayensis är en stekelart som beskrevs av Gupta 1968. Itoplectis himalayensis ingår i släktet Itoplectis och familjen brokparasitsteklar. Inga underarter finns listade i Catalogue of Life.